# Ellos Solos
Ellos Solos es un álbum recopilatorio de varios artistas perteneciente a la colección de CD Los Discos De La Luna, editado en 1999, está compuesto por 12 canciones, perteneciente a la compañía discográfica PolyMedia, y el álbum trata de Voces Masculinas Del Pop-Rock, en la portada del álbum se refleja la imagen de una guitarra saliendo de una taza de café.

## Prólogo
En el libreto interior del álbum se visualiza el texto del prólogo :
Una Ronda de Solistas
En el turno del cantante por antonomasia, del solista masculino, el tipo que ha de seducir a la audiencia dando la cara, la voz, el estilo, el tipo y el do de pecho si fuera necesario. Para ellos hay muy distintas fórmulas, desde el cortado dulzón que saca provecho de su timidez, hasta el cargado amargo que alardea de su condición. Esta selección ofrece cantantes de muy diversos aromas que afrontan su arte desde perspectivas tan distintas que, a veces, resultan opuestas.
Comencemos hablando de Corcobado, sobrio cantante de culto que nos da a conocer uno de los temas de su próximo disco, Viajar. Superviviente nato, Miguel Ríos apunta Directo al corazóncon la experiencia del que ha cantado todos los géneros. Sergio Makaroff, argentino de Barcelona, sabe esperar su momento y hablar en primera persona para contarnos sus cuitas: No estoy borracho, en el otro extremos encontramos a Ramoncín, rockero de oficio, glosando una tripleta terrible Hormigón, mujeres y alcohol, Pulgar, diminutivo de un diminuto diminutivo (Pulgarcito), invita a una conversación desprejuiciada: Hablemos de sexo. Máximo representante del glam nacional, Tino Casal tenía la gracia ambigua y el ripio fácil en temas de tan inolvidable frivolidad como Embrujada. Reconvertido en solista neoclásico tras su paso por Siniestro Total y Golpes Bajos, Germán Coppini invita a un festín de Carne de primera; otro liberado de la disciplina de grupo -Tam Tam Go!-, cantante de buenas, que anda Loco de amor. A caballo entre La Habana y Madrid, Carlos Varela propone una modernización de aquella nueva trova que se nos quedó vieja: Cómo un ángel. El Mecánico del Swing se presenta con un tema homónimo, y finalmente, Carlos Berlanga, antiguo compañero de locuras con Alaska, se dedica ahora a los solitarios y le canta a La cajera.
Carne de primera
Especialidad de la Casa
Manolo Tena ha sabido mezclar las mejores esencias del pop y el rock, torrefactándolas con el oficio aprendido en grupos como Cucharada o Alarma!!!,  Tocar madera fue una de las canciones que ayudaron a que se quitara el amargo sabor de eterno perdedor que le venía persiguiendo injustamente.

## Canciones
| N.º | Título                        | Intérprete            | Duración |  |
| 1.  | «Tocar madera»                | Manolo Tena           |          |  |
| 2.  | «Viajar»                      | Corcobado             |          |  |
| 3.  | «Directo al corazón»          | Miguel Ríos           |          |  |
| 4.  | «No estoy borracho»           | Sergio Makaroff       |          |  |
| 5.  | «Hormigón, mujeres y alcohol» | Ramoncín              |          |  |
| 6.  | «Hablemos de sexo»            | Pulgar                |          |  |
| 7.  | «Embrujada»                   | Tino Casal            |          |  |
| 8.  | «Carne de primera»            | Germán Coppini        |          |  |
| 9.  | «Loco de amor»                | Nacho Campillo        |          |  |
| 10. | «Cómo un ángel»               | Carlos Varela         |          |  |
| 11. | «Mecánico del Swing»          | El Mecánico Del Swing |          |  |
| 12. | «La cajera»                   | Carlos Berlanga       |          |  |